# 11740 Georgesmith
11740 Georgesmith eller 1998 UK6 är en asteroid i huvudbältet som upptäcktes den 22 oktober 1998 av OCA–DLR Asteroid Survey (ODAS). Den är uppkallad efter George Smith.
Asteroiden har en diameter på ungefär 6 kilometer och den tillhör asteroidgruppen Koronis.